# Alberto Casadei (critico)
Alberto Casadei (Forlì, 1963) è un critico letterario italiano.

## Biografia
Si è laureato nel 1986 alla Scuola Normale Superiore, che ha completato col perfezionamento. Attualmente è Ordinario di letteratura italiana all'Università di Pisa.
Fra i suoi studi vi sono: La strategia delle varianti (1988), Il percorso del Furioso (1993, nuova edizione 2001), La fine degli incanti (1997), tutti dedicati a Ludovico Ariosto e al poema cavalleresco rinascimentale. Sulla letteratura del Novecento ha scritto Prospettive montaliane (1992, e sullo stesso Montale. Profili di storia letteraria, 2008, Il Mulino), Romanzi di Finisterre. Narrazione della guerra e problemi del realismo (2000, Carocci), La critica letteraria del Novecento (2001, nuova edizione 2008, Il Mulino), Il Novecento (2005, nuova edizione 2014, il Mulino), Stile e tradizione nel romanzo italiano contemporaneo (2007, Il Mulino), Montale (2008, Il Mulino), Poesia e ispirazione (2009, Luca Sossella), Poetiche della creatività (2011, Bruno Mondadori). Ha pubblicato anche articoli danteschi, sostenendo fra l'altro che "Commedia" probabilmente non fosse il titolo definitivo del poema (cfr. "Allegoria", 60, 2009): si veda il volume Dante oltre la 'Commedia' (Il Mulino  2013), seguito da numerosi contributi in rivista. Da ultimo sono usciti Letteratura e controvalori (2014, Donzelli), Ritratto di Fenoglio da scrittore (2015, Ets) e Ariosto: i metodi e i mondi possibili (2016, Marsilio).
Da tempo si occupa di didattica nelle scuole superiori e all'università. Sin dal 1999 ha partecipato, con un volumetto tematico su La guerra, all'Alfabeto Letterario diretto da Remo Ceserani. Ha poi collaborato alla realizzazione di manuali scolastici come Il filo rosso (2006 e 2007, Laterza Edizioni Scolastiche), I tre libri di letteratura (2009), e Testi, autori, generi (TAG) (2011–12) tutti con Marco Santagata, Mirko Tavoni e Laura Carotti; e, con Marco Santagata, al Manuale di letteratura italiana medievale e moderna (prima edizione 2007) e al Manuale di letteratura italiana contemporanea (2007), entrambi editi da Laterza.
Come scrittore ha pubblicato vari racconti, il romanzo La domenica di questa vita (2002, Pietro Manni) e le raccolte di poesie I flussi vitali (2005), Genetica (2008, Aisara) e Le sostanze (2011), vincitrici o segnalate in numerosi premi.
Coordina il premio letterario "Stephen Dedalus", con cadenza biennale, organizzato in collaborazione con pordenonelegge.

## Opere
- Manuale di letteratura italiana contemporanea (con Marco Santagata), Il Mulino 2007
- Dante oltre la «Commedia», Il Mulino, 2013
- Letterature e controvalori. Critica e scritture nell'era del web, Donzelli, 2014
- La critica letteraria contemporanea, Il Mulino 2015
- Ritratto di Fenoglio da scrittore, Edizioni ETS, 2015
- Ariosto: i metodi e i mondi possibili, Marsilio, 2016
- Montale. Profili di storia letteraria, Il Mulino, 2018
- Biologia della letteratura. Corpo, stile, storia, Il Saggiatore 2018
- Dante. Storia avventurosa della Divina commedia dalla selva oscura alla realtà aumentata, Il Saggiatore 2020
- La suprema inchiesta (romanzo), Il Saggiatore 2023